# Lophopoeum timbouvae
Lophopoeum timbouvae är en skalbaggsart som beskrevs av Auguste Lameere 1884. Lophopoeum timbouvae ingår i släktet Lophopoeum och familjen långhorningar.
Artens utbredningsområde är:
- Paraguay.
- Uruguay.

Inga underarter finns listade i Catalogue of Life.